# Peter Wilhousky
Peter Wilhousky (in ucraino Пітер (Петро) Вільховський?, Piter (Petro) Vil'chovs'kyj; Passaic, 13 luglio 1902 – Norwalk, 4 gennaio 1978) è stato un compositore, direttore d'orchestra e educatore statunitense,  di origini ucraine, nel 1936 scrisse il celebre canto natalizio Carol of the Bells, ispirandosi al brano Ščedryk di Mykola Leontovyč.